# Kiara Leslie
Kiara Leslie (ur. 6 grudnia 1995 w Holly Springs) – amerykańska koszykarka występująca na pozycji rzucającej, obecnie zawodniczka Washington Mystics w WNBA.

## Osiągnięcia
Stan na 19 października 2019, na podstawie, o ile nie zaznaczono inaczej..

### NCAA
- Uczestniczka rozgrywek:
  - NCAA Final Four (2015)
  - Sweet 16 turnieju NCAA (2015, 2018, 2019)
  - II rundy turnieju NCAA (2015, 2016)
- Mistrzyni:
  - turnieju konferencji Big Ten (2015, 2016)
  - sezonu regularnego Big Ten (2015, 2016)
- Zaliczona do:
  - I składu:
    - ACC (2019)
    - defensywnego ACC (2019)

  - składu:
    - honorable mention All-American (2019 przez WBCA, Associated Press)
    - ACC Academic Honor Roll (2018)
    - Academic:
      - All-ACC (2018)
      - All-Big 10 (2016)

### WNBA
- Mistrzyni WNBA (2019)